# Marc Solsona i Aixalà
Marc Solsona i Aixalà (Mollerussa, 7 d'abril de 1976) és un polític català, actual alcalde de Mollerussa i diputat per Lleida al Congrés dels Diputats en la X legislatura i diputat al Parlament de Catalunya en la XI Legislatura.

## Biografia
Ha fet estudis de geografia i història. Des de 1995 milità a la Joventut Nacionalista de Catalunya, de la que en fou cap comarcal al Pla d'Urgell i el 1998 vicepresident de la Federació de Lleida.
Militant de Convergència Democràtica de Catalunya, a les eleccions municipals espanyoles de 1999 fou escollit regidor de Cultura, Joventut, Festes i Turisme de l'Ajuntament de Mollerussa, i entre 2003 i 2007 fou el 1r Tinent d'Alcalde de l'Ajuntament, Regidor de Règim Intern i Coordinació d'Àrees i Portaveu del Grup Municipal de CIU a l'Ajuntament. El 17 de desembre de 2010 va prendre possessió del càrrec d'alcalde de l'Ajuntament de Mollerussa arran de la renúncia voluntària de l'exalcaldessa del PSC.
A les eleccions generals espanyoles de 2011 fou elegit diputat per Lleida. Ha estat portaveu de la Comissió d'Agricultura, Alimentació i Medi ambient i de la Comissió de Cultura. Renuncià a l'escó quan fou elegit diputat a les eleccions al Parlament de Catalunya de 2015 dins les llistes de Junts pel Sí. A les eleccions al Parlament de Catalunya de 2017 fou elegit diputat, aquesta vegada amb la llista de Junts per Catalunya. Fou reelegit alcalde de Mollerussa el 2023.